# 제주 4·3 사건
제주 4·3 사건(한국 한자: 濟州四三事件)은 1947년 3월 1일을 기점으로 1948년 4월 3일 대한민국 제주도에서 발생한 소요사태 및 1954년 9월 21일까지 남조선로동당(남로당)의 지휘를 받는 빨치산 조직의 진압 과정에서 제주인들이 희생당한 사건을 말한다.
사건의 배경은 1947년 유엔한국임시위원단(UNTCOK)이 주도하여 한반도의 남쪽 지역에서만 실시하려 한 단독 선거에 대한 반대였다. 당시 제주도에서는 이러한 선거가 한반도의 분단을 고착화시킬 것이라 보고 이에 반대하는 시위가 벌어졌다. 이후 1948년 2월부터 3월까지는 남로당이 총파업을 주도하였고, 4월에는 무장 봉기가 시작되어 경찰과 반공 청년단체인 대동청년단 제주 지부 및 서북청년단과 충돌하였다.:166–167
처음에는 미군정, 대한민국 정부 수립 이후에는 이승만 정부가 진압에 나섰으며, 1948년 8월 이후에는 진압작전이 본격화되었다. 같은 해 11월 계엄령이 선포되었고, 1949년 3월에는 산악 지대에 은신한 무장 세력을 제거하기 위한 ‘소탕 작전’이 시작되었다. 이를 통해 두 달여 만에 무장 봉기는 진압되었지만, 이 과정에서 수많은 민간인이 학살되었다. 이후 6.25 전쟁이 발발하자, 봉기에 가담했던 인물들과 그 가족, 혹은 관련이 의심되는 민간인들까지 추가로 대거 학살당했다.:41
제주 4·3 사건은 그 극심한 폭력성과 민간인 희생으로 인해 주목된다. 당시 제주 인구의 약 10%에 해당하는 14,000명에서 30,000명 사이의 인명이 희생되었으며, 일본으로 피신한 난민도 약 40,000명에 달한다.:139, 193 일각에서는 사망자 수를 80,000명까지 추정하기도 한다. 반정부 무장 세력과 정부군 양측 모두에 의해 민간인을 대상으로 한 잔혹 행위가 자행되었으나, 역사학자들은 특히 정부 측의 진압 방식이 잔인하고 조직적이었다고 평가하며, 이는 곧 여수·순천 사건으로 이어졌다.:13–14
2003년 10월, 고건 국무총리가 위원장을 맡은 ‘제주4·3사건진상규명및희생자명예회복위원회’는 진상조사 보고서에 고문, 재판 없는 즉결처분, 연좌제 등의 피해가 발생하였으며, 사건의 최종 책임은 이승만 대통령에게 있다고 결론내렸다. 이후 노무현 당시 대통령은 대한민국 정부의 책임을 인정하며 사과했다. 2019년 대한민국 경찰과 군은 진압 과정에서 희생자가 발생한 것에 대해서 사과했다.

## 배경 및 경과

### 배경 및 발단

#### 당시 제주도 상황 (1946)
제주도 인구는 해방 전해인 1944년 21만9천여 명에서 1946년 27만 6천여 명으로 2년 새 5만 6천 명 이상 늘어났다. 인구의 급증은 전국적인 대흉년과 맞물려 사회경제적으로 제주 사회를 압박하는 요인이 됐다. 1946년 제주도의 보리 수확량은 해방 이전인 1943년과 1944년에 견줘 각각 41%, 31%에 그쳤다. 제조업체의 가동 중단과 높은 실업률, 미곡 정책의 실패 등으로 제주 경제는 빈사 상태에 빠진 것이다. 게다가 기근이 심했던 1946년 여름 제주도를 휩쓴 콜레라는 2개월여 동안 최소 369명의 사망자를 내었다.

#### 남로당의 제주도 활동 (1947)
미군 제6사단 로스웰 H. 브라운(영어: Rothwell H. Brown) 대령이 1948년 5월 22일부터 6월 30일까지 제주도민 5,000명을 대상으로 조사한 결과에 따르면, 공산진영의 남로당은 1946년부터 제주도에서 공작을 시작하였다. 남로당은 5.10 총선거 실시가 확실해지자 활동을 강화하고 특수 공작원을 본토에서 제주도로 파견하였다. 남로당을 조직하기 위해 본토에서 보낸 훈련받은 선동가 및 조직가는 6명에 불과했으나, 곧바로 500~700 명의 동조자가 합류하였다. 제주 4.3 사건 발생 당시 제주인 60,000~70,000명이 남로당에 가입한 것으로 추산된다. 그들 대부분은 당시 전쟁과 전후 생활고에 시달리고 있었기 때문에, 남로당의 반미사상에 동조했었다.

#### 제주 3.1절 발포사건(1947)
1947년 제주북공립국민학교에 열린 3.1절 기념식을 마친 30,000여 군중중 17,000여명의 좌익,남로당계열 군중이 미군정 통치반대등을 내세워 가두 시위에 들어갔는데, 이때 기마경관이 탄 말에 어린이가 채여, 소란이 발생하였다. 기마경관이 어린이가 채인 사실을 무시하자 주변에 있던 3만여 군중들이 몰려들어 기마경관에게 돌을 던지고 야유를 보내며 경찰서까지 쫓아갔다. 하연데, 다수의 인원이 경찰서로 진입하려 하자 경찰은 이를 경찰서 습격으로 판단하여 시위대에게 발포해 6명이 사망하고 8명이 중상을 입고 말았다. 사상자 가운데는 시위대와 직접 관련이 없는 일반 구경꾼도 여러 명이 포함돼 있어서 민심을 자극시켰다. 남로당은 이런 민심의 흐름을 놓치지 않고 조직적인 반경활동을 전개했다. 처음에는 전단지를 붙이는 일과 사상자 구호금 모금운동을 벌였다.
1947년 3월 9일부터 제주도청을 시작으로 민관 총파업이 발생하여, 제주도의 경찰 및 사법기관을 제외한 행정기관 대부분인 23개 기관, 105개의 학교, 우체국, 전기회사 등 제주 직장인 95%에 달하는 4만여 명이 참여하였고, 심지어 제주 경찰의 20%도 파업에 참여하였다.(대부분의 파업 참여 경찰관은 파직되었고 그 결원 부분은 서북청년단으로 보충되었다). 3월 18일까지 선동 주범자들 약 150명이 검거되면서 파업이 일단락 되었고 각자 다시 집무에 복귀하였다.
1947년 3월 19일 미군정 정보 보고서에서는 미군정은 제주도 주민 70%가 좌익 또는 그 동조자로 인식했다. 박헌영의 비서 박갑동은 어느 정도 지지한 것은 사실이라고 말했다.

#### 2.7 사건(1948)
1948년 미군정에 의해 불법화된 남로당과 민주주의민족전선은 남한 단독 총선거 일정이 발표되자 단선단정을 반대하며 전국적인 대규모 파업을 일으켰다. 이것이 2·7 사건이다. 이 파업 중 일부가 과격화되어 경찰과 물리적 충돌을 일으켰다. 이 사건은 제주 4·3 사건과 여수순천 사건의 전초전이 되었다. 2·7 사건은 자연발생적이며 우발적인 요소가 많았던 대구 10·1 사건과 달리 사전에 충분히 계획되고 준비되었다는 점이 특징적이다. 이러한 특성 때문에 미군정 지배하에 있던 지역에서 동시다발적으로 일시에 사건에 돌입할 수 있었다. '단선단정 반대'라는 이해와 공감이 쉬운 구호와 함께 투쟁의 목표 또한 분명히 통일되어 있었다. 2·7 사건을 계기로 미군정 지역에서 미국에 반대하는 세력은 지구전 태세에 들어가게 되었고, 이는 각 지역 산악 지대를 중심으로 조선인민유격대의 초보적 형태를 구성하면서 제주 4·3 사건으로 이어졌다.

#### 제주도인민유격대 결성 (1948)
남로당 제주도위원회는 5.10 총선거가 시작되기 전에 섬 전체에 걸쳐 모든 마을과 읍면에 공산주의 세포를 조직하였다. 각 세포조직은 한 명의 지도자와 선전원, 보급책 등으로 구성되었다. 규모가 큰 읍면에는 현 정부(미군정)가 무너지면 민간 정부 역할을 수행하게 될 인원까지 있었다. 세포조직을 심는 것 외에도 조직을 군사부 중심으로 개편하고 조선인민유격대 예하 '제주도인민유격대'를 조직하였다. 총사령관에 김달삼, 특별경비대장에 이덕구를 임명하였다. 제주도인민유격대는 전투부대 25부대와 직속부대 25부대, 그리고 각 읍,면 단위로 한 두개의 유격중대와 자위대가 각각 편성되었으며, 제주도인민유격대 본부는 한라산에 설치되었고 애월면 샛별 오름 하단의 들판에 훈련장을 설치하여 군사훈련을 실시하였다. 인사장교가 임명되었고, 인원 모집이 활발하게 이루어졌다. 폭동이 절정에 다다랐을때, 제주도인민유격대 규모는 대략 4,000명의 장교와 사병을 갖춘 것으로 추산되었다. 무장병력 중 10% 미만이 소총으로, 나머지는 일본도와 지역에서 만든 창으로 무장했다.
남한 단독정부 수립을 위한 5.10 총선거가 예정되면서 당의 존립이 위협받게 되자, 남로당 제주도당 골수당원 김달삼 등은 남로당 중앙당과 아무런 협의도 없이 독단적으로 무장폭동을 결정하였다.

### 경과

#### 초기 (1948.4.3~10.10)
1948년 4월 3일 새벽 2시, 남로당 김달삼 등 350여 명이 무장을 하고 제주도 내 24개 경찰지서 가운데 12개 지서를 일제히 급습하면서 '제주 4.3 사건'이 시작되었다. 경찰과 서북청년회, 대한독립촉성국민회, 대동청년단 등 우익단체 요인의 집을 지목해 습격하였다.
무장봉기가 발발하자 미군정은 이를 치안상황으로 간주하고 경찰과 서북청년단의 증파를 통해 사태를 막고자 했다. 그러나 사태가 수습되지 않자 국방경비대에 진압출동 명령을 내렸다. 당시 국방경비대 제9연대의 김익렬 중령은 경찰·서북청년단과 도민의 갈등으로 발생한 사건에 군이 개입하는 것은 적절치 않다며 귀순작전을 추진하였다. 김익렬은 약 일주일 동안에 걸쳐 수차 산록일대에 비행기로 삐라를 산포하여 "사건계속은 이 이상 유해무익이므로 향토평화회복을 위하여 하로바 손을 잡자"는 을 피력하고 그들의 민족적량심에 호소하였으나 이에 대하여 산중으로부터 만족할만한 회답이 없었다. 이에 국방경비대 특별부대는 1948년 4월 27일 오전 10시경부터 행동을 개시하였다.
1948년 4월 28일 김익렬은 무장대측 책임자 김달삼과 '평화협상'을 벌였다(단 김익렬은 그의 회고록에서 '평화협상'이라는 표현을 사용했지만 그 구체적 내용은 '귀순공작'이었다). 이날 평화협상이 체결되어 '①72시간 내에 전투를 완전히 중지하되 산발적으로 충돌이 있으면 연락 미달로 간주하고, 5일 이후의 전투는 배신행위로 본다, ②무장해제는 점차적으로 하되 약속을 위반하면 즉각 전투를 재개한다 ③무장해제와 하산이 원만히 이뤄지면 주모자들의 신병을 보장한다'고 합의하였다.
그런데 1948년 4월 29일 오라리 마을의 대동청년단 부단장과 단원이 납치된 후 행방불명되었고, 4월 30일에는 동서간인 대동청년단 단원의 부인 2명이 납치됐는데 두 여인 중 한 명은 맞아 죽고 한 명은 가까스로 탈출해 이 사실을 경찰에 알리는 일이 있었다. 조병옥에 의하면 "임신 9개월된 부인을 경찰관에 협력한 대동청년단의 형수가 된다는 이유로 죽창으로 찔어 죽였다"고 한다. '평화협상'을 결렬시킨 결정적인 사건은 1948년 5월 1일 오라리 방화 사건이었다. 오라리 방화 사건의 주범은 정확히 밝혀지지 않았으나, 대체로 대동청년단이 일으켰거나 경찰이 국방경비대를 견제하기 위해 일으킨 것으로 보고 있다.

1948년 5월 3일 김익렬은 다시 다음과 같은 요지의 전단을 비행기로 산록일대에 산포하였다. "형제제위여 본관이 제위의 민족적량심에 호소하고 사건을 평화적으로 해결하려는 수차에 긍한 권고문과 교섭은 형제제위의 지도자의 무성의에 의하야 수포에 귀하였다. 국방과 치안의 중책을 쌍견에 짊어진 국방경비대는 사건발생 후 20일 이상을 은인자중(隱忍自重)하여 왔다. (중략) 본관은 전투를 개시할 것을 선언한다. 그러나 본관은 '동족상쟁'은 언제든지 원치 않는다. (중략) 지금도 늦지 않았다. '동족상쟁'을 원치 않거든 속히 귀순투강하라. 연락원을 급속히 파견하라."

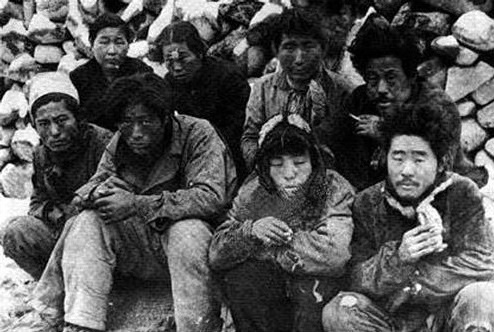
1948년 5월, 처형을 기다리는 제주 주민들

1948년 5월 5일 제주 4.3 사건의 해결을 놓고 제주중학교 미군정청 회의실에서 진압회의가 열렸다. 국방경비대 제9연대장 김익렬 중령은 경찰의 기강문란을 탓하며 제주경찰을 자기의 지휘 하에 달라는 요구를 하자 경무부장 조병옥은 설명과 증거물이 전부 조작이라며 부인하더니 김익렬을 공산주의자로 몰기 시작했다. 그러자 김익렬이 조병옥에게 달려들었고 몸싸움이 벌어져 회의장은 난장판이 되어 진압 회의는 결말을 보지 못한 채 종결되었다.
1948년 5월 6일 제9연대장이 김익렬 중령에서 박진경 중령으로 교체되었다.
1948년 5월 10일 제주도는 계엄상태하에서 5·10 총선을 치렀다. 선거 당시 선거위원의 반수이상이 피신납치되었다고 한다. 제주도 85,517명이 유권자로 등록, 45,862명이 투표를 완료하였다.
1948년 5월 18일 제주도 선거결과가 국회선거위원회에 전달되었는데, 북제주군 갑구는 73투표구중 31개구가 투표되었고(등록유권자 27,560명 투표자 11,912명), 북제주군 을구는 61투표구 중 32개구의 투표(등록한 유권자 20,917명, 투표자 9,724명)가 시행되었다. 이에 국회선거위원회는 선거법 제44조에 따라 북제주군의 선거무효를 군정장관에게 건의하였다. 남제주군에서는 남조선과도입법의원 오용국이 당선되었다. 그나마 수거된 투표함을 개봉한 결과 최다득표자는 북제주군 갑구는 양귀진(梁貴珍), 북제주군 을구는 대한청년단 양병직이었다.
1948년 6월 말 김달삼은 9월 해주에서 개최되는 최고인민회의 참석차 제주도를 빠져나갔다.
1948년 8월 15일 대한민국 정부가 수립되자 제주도 사태는 단순한 지역 문제를 뛰어넘어 정권의 정통성에 대한 도전으로 인식되기에 이른다. 이승만 정부는 본토의 군 병력을 제주에 증파시켰다.

#### 강경진압시기 (1948.10.11~1949.3.1)
1948년 10월 17일 제9연대장 송요찬 소령은 '10월 20일 이후 해안선으로부터 5km 이상 들어간 중산간 지대를 통행하는 자는 이유 여하를 불문하고 폭도배로 간주해 총살에 처하겠다'는 포고문을 발표했다. 포고령은 소개령으로 이어졌고, 중산간 마을 주민들은 해변마을로 강제 이주됐다.
1948년 11월 21일 제주도 전역에 계엄령이 실시되고 11월 23일 계엄령 포고 제1호로 교통제한, 우편통신·신문잡지 등 검열, 부락민 소개, 교육기관에 대한 제한, 처소벌채 급 도로의 수리보전 급 폭동에 관한 벌칙 등 7종목의 세칙이 발표되었다. 군경부대는 계속 잔여폭도 적출 소탕에 분투중이며 한편 도 당국을 중심으로 군과 관민이 협력하여 11월 22일부터 일반 민중의 지도를 위한 선무반이 편성되어 도내 요처를 순회하며 이재민 구제, 시국강연 좌담회 등을 개최하였다.
제주도에 계엄령이 선포된 이후 중산간지대는 초토화의 참상을 겪었다. 진압군은 중산간마을 방화에 앞서 주민들에게 소개령(疎開令)을 내려 해변마을로 내려오도록 했다. 그러나 일부 마을에는 소개령이 전달되지 않았고, 혹은 채 전달되기 전에 진압군이 들이닥쳐 방화와 함께 총격을 가하는 바람에 남녀노소 구별 없이 집단학살을 당했다.
당시 미군 정보보고서 등 미국 측 자료에는 이 강경진압시기에 벌어진 토벌대의 무차별 주민 총살 사실에 대해서는 거의 누락되어 있다. 그러나 1948년 11∼12월 제9연대의 진압 활동을 기록한 《제주도 주둔 9연대 일일보고서》에 따르면 1948년 11월 21일부터 12월 20일까지 한 달 동안 토벌작전을 전개해서 사살 1,335명, 생포 498명의 전과를 올렸다고 했다. 반면 이 시기에 9연대 군인들 중 교전 중 사망자 수는 15명으로서 극히 소수에 불과하다. 이는 강경진압작전의 대상이 무장대 뿐만 아니라 제주도인민유격대에 선동 당했거나 아예 무고한 제주도민들이었음을 의미한다.
진압 군경은 가족 중에 한 명이라도 없는 경우에 도피자 가족으로 분류하여 부모와 형제자매를 대신 죽이는 이른바 '대살(代殺)'을 자행하기도 하였으며, 재판절차도 없이 주민들이 집단으로 사살되기도 하였다. 또한 세화·성읍·남원 등의 마을에서는 무장대의 습격으로 민가가 불타고 주민들이 희생되고 인민재판에 처해지기도 하였다.
1948년 12월 31일 제주도에 대한 계엄령이 해지되었다.

#### 종결기 (1949.3.2~1954.9.21)
1949년 3월 제주도지구 전투사령부가 설치되면서 진압과 선무를 병용하는 작전이 전개됐다. 신임 유재흥(劉在興) 사령관은 한라산에 피신해 있던 사람들이 귀순하면 모두 용서하겠다는 사면정책을 발표한다. 이때 많은 주민들이 하산하였다.
1949년 5월 10일 재선거가 치러졌다. 5·10 총선거에서 무효로 처리된 제주도 2개 선거구의 투표가 완료되었다. 선거인 등록은 북제주군 갑 선거구가 95%, 북제주군 을 선거구가 96.9%의 좋은 성적을 나타냈으며, 투표율도 97%가량이었다. 출마한 후보는 북제주군 갑 선거구 홍순녕 문대유 김인선 김시학 양귀진(梁貴珍) 咸尙勳 고학수, 북제주군 을 선거구 양병직 金道鉉 李응숙 金경수 文鳳濟 梁濟博 朴창희 이영북 洪문준이었다. 5월 11일 제주도 2개 선거구에서 독촉국민회 홍순녕, 대한청년단 양병직이 당선되었다.
1949년 4월 9일 존 무초 주한미특별대표부 특사가 제주도 치안상황에 대해 미국무장관에게 보낸 전문에는 다음과 같은 내용이 적혀 있었다. "소련의 통제를 받는 라디오 방송에서 나오는 선전의 속성으로 미루어 보았을 때, 제주도는 남한 내 혼란과 테러의 씨를 뿌리는, 소비에트의 노력의 주요한 현장으로 선택된 것이 분명하다." "소비에트의 첩자들이 제주도로 별 어려움 없이 스며들고 있다는 것은 분명한 일로 판단된다. 신장관(신성모)은 그들 대부분이 북한에서 소형 낚시배로 출발하여 제주도에 도달하였다고 말하였다." "제주도 작전 관련 사진은 정부와 게릴라 양측 모두의 가학적 성향이 도를 넘어서 버렸음을 보여주고 있다. 마을 주민들에 대한 집단 학살을 나타내는 본보기적인 잔학 행위가 보고되었다. 이 집단 학살에는 여자와 어린이들도 희생되었으며, 약탈과 방화도 수반된 것으로 보고되었다. 몇몇 경우에 국군이 게릴라에 대한 복수로서 벌인 작전 과정은 비무장 마을에 대한 복수로까지 이어졌다." "지난 주 일요일의 평양 방송은 괴뢰 인민공화국의 제주도 투쟁에 대한 직접적인 관심을 집중적으로 보도하였다."
1949년 6월 제주도인민유격대 사령관 이덕구가 사살됨으로써 제주도인민유격대는 사실상 궤멸되었다.
1950년 2월 6일 제주 4·3 사건으로 피해 입은 제주도민의 생활상이 보도되었다. 돌과 흙을 가져다가 집을 짓고 살고 있었으며, 잡곡죽이나 고구마로 하루 한 두끼 밖에 못 먹고 있었다고 하였다. 그럼에도 삶을 포기하고 걸인이 되거나 자살하는 자는 없었다고 하였다.
1950년 6·25 전쟁이 발발하면서 보도연맹 가입자, 요시찰자, 입산자 가족 등이 '예비검속'이라는 이름으로 붙잡혀 집단으로 희생되었다. 또 전국 각지 형무소에 수감되었던 4·3 사건 관련자들도 즉결처분되었다.
1950년 3월 21일 김달삼은 게릴라부대를 이끌고 남침했다가 강원도 정선군 여량면 봉정리 전투에서 사살됐다.
1954년 9월 21일 한라산의 금족(禁足) 지역이 전면 개방됨으로써 발발 이후 7년 7개월 만에 막을 내렸다.

## 피해규모

### 인명피해
제주 4·3 사건으로 인한 인명 피해는 25,000∼30,000명으로 추정된다.
- 2011년 1월 26일 기준 제주4·3사건진상규명및희생자명예회복위원회(4·3위원회) 통계
  - 총 희생자 14,032명(진압군에 의한 희생자 10,955명, 무장대에 의한 희생자 1,764명 외), 유족 31,255명[27]
  - 진압군(토벌대) 전사자는 군인 180여명, 경찰 140여명, 우익단체 639~744명으로 추정되었다.[26]

- 2019년 12월 기준 4·3위원회 통계
  - 총 희생자 14,442명(진압군에 의한 희생자 7,624명, 무장대에 의한 희생자 1,528명 외), 유족 72,845명[10]
  - 가해자의 비율은 진압군 78.7% (7,624명), 무장대 15.7% (1,528명), 기타 5.6%였다. 여기에서 기타 사망을 제외하고 난 가해자의 비율은 토벌대 83.6%, 무장대가 16.4%였다. 이와 같은 통계는 주한미육군사령부의 《제주도사건종합보고서》에 주민들이 토벌대에 의해 80% 이상 사망한 것으로 보고한 내용과 일치한다.[26]
  - 진압군(토벌대) 전사자는 군인 162명, 경찰 289명, 우익단체 640명 등 총 1,091명으로 나타났다.[10]
  - 연령별 희생자는 유아 688명, 10~15세 399명, 16~19세 1,504명, 20대 5,916명, 30대 2,466, 40대 1,419명, 50대 1,023명, 60대 614명, 70대 388명, 미상 25명이었다. 아동의 범주를 15세 이하(2.8% 399명)까지 확대하면, 제주 4·3 사건 당시 어린이와 노인층의 희생은 14.5%인 2,089명에 달한다.[10]
  - 사건 단계별 사망자수는 4·3배경과 기점(1947.3.1.~1948.4.2.) 104명, 무장봉기와 5·10선거(1948.4.3.~1948.5.10.) 214명, 초기 무력충돌기(1948.5.11.~1948.10.10.) 637명, 주민 집단희생기(1948.10.11.~1949.3.1.) 9,709명, 사태평정기(1949.3.2.~1950.6.24.) 2,668명, 사건종결기(1950.6.25.~1954.9.21.) 800명, 미상 310명이었다.[10]

당시 제주도 인구가 대한민국 전체의 1.26%임에 비추어 볼 때, 제주 지역 실업자 수 73,263명은 대한민국 전체의 8.24%를 차지한다. 또한 제주도 전체 인구의 28.8%가 실업 상태에 놓여 있었다.
사건 당시 제주도 내 무자비한 학살의 여파로, 상당수 제주도민은 바다를 건너 부산 영도 등지로 대거 피난했다. 이 영향으로 제주 출신 해녀들이 부산에서도 활동하기 시작했고, 제주은행 부산지점은 영도구 남항동1가에 있으며, 제주은행 부산지점 옆에는 제주도민회관이 있다.

### 물적피해
제주 4·3 사건 당시 165개 마을 중 소개(疎開)된 마을은 87개인데, 이 중 중산간마을이 62개 마을이었다. 제주 4·3 사건으로 인해 초토화된 마을들은 1950~60년대 지속적인 ‘난민정착사업’에 의해 복구되었다. 그러나 복구사업의 추진에도 불구하고 원주민들이 복귀하지 않아 폐허가 되어버린 마을 들이 생겨났다. 이들 ‘잃어버린 마을’은 현재 제주도 내에 134곳으로 조사·확인되었다.
학교, 관공서, 경찰지서 등 공공시설에 대한 피해는 주로 무장대의 습격으로 빚어졌다. 특히 학교는 주로 진압군 부대의 숙영지로 활용되기 때문이었다. 반면 1948년 11～12월에 걸친 강경진압작전 기간에 중산간마을에 있는 학교나 관공서는 강경진압작전에 따라 주로 군부대에 의해 소각 파괴되었다. 1950년경 기준 피해액은 공공시설 1,207,995,000원~1,428,334,000원, 수산 1,125,550,000원, 농산 7,352,059,677원, 기타 1,400,000,000원, 축산임산약초 3,224,210,000원, 공업 183,765,064원으로 추산된다.

## 사건 이후
- 사건 이후 서북청년단 등 우익단체 회원들은 국가유공자로 남한 정부의 보훈 대상자가 되었다.
- 남로당 제주도당 수뇌부였던 김달삼은 제주 4.3 사건이 진행 중이던 1948년 8월 25일 월북, 국기훈장2급을 수여받았으며, 사후 '남조선혁명가'의 비문을 받고 평양근교의 애국열사릉에 안장됐는데, 이러한 사실은 2000년 3월 평양을 방문했던 우근민 제주지사에 의해 확인되었다.
- 제주 4.3 사건을 경험한 유족들의 회고에 따르면, '좌익도 우익도 자기 마음에 안들면 마구잡이로 죽여버리는, 완전히 미쳐버린 세상이었다'고 회고하고 있다.[37]
- 6.25 전쟁 발발 당시 제주도민들은 "우리는 빨갱이가 아니다!"라는 것을 증명하고 싶어서 대한민국 해병대에 자원입대하는 경우가 많았다.[38][39]
- 제5대 대통령 선거 당시 박정희 후보가 윤보선 후보 측으로부터 좌익 경력에 대한 공격을 받자 제주도민들은 오히려 박정희 후보가 대통령에 당선되면 자신들의 아픈 상처를 치유해주고 과거사에 대한 정리가 가능해 줄것이라 기대하여 오히려 70%에 달하는 압도적인 지지를 하였다. 이는 여수 순천 및 전라남도와 경상남도에서 박정희 후보에 대한 강력한 지지 및 집중 투표로 이어졌다 (수도권 및 강원 . 충청권 윤보선 우세 / 경북 박정희 52% 경남 박정희 63% 전북 박정희 48% 전남 박정희 57% 득표)
- 매 해 4월 3일 같은 날 제사를 하는 제주도민이 상당수였다.[40]
- 1970년대부터 제주 4·3학살 피해자 가족과 시민단체에서 줄곧 진상 규명과 명예회복을 요구하였으나 역대 정부는 이를 무시하였고, 오히려 금기시하였다. 이 사건을 다룬 소설인 《순이삼촌》의 경우 책은 금서가 되고 작가 현기영은 중앙정보부에 끌려가 고문을 당하는 등 고초를 겪어야 할 정도였다고 한다.
- 1998년 11월 23일 김대중 대통령은 CNN과의 인터뷰에서 "제주 4·3은 공산폭동이지만, 억울하게 죽은 사람들이 많으니 진실을 밝혀 누명을 벗겨줘야 한다."고 말했다.[41][42]
- 1999년 12월 26일 국회에서 제주4·3사건의 진상을 규명하고 이 사건과 관련된 희생자와 그 유족들의 명예를 회복시켜줌으로써 인권신장과 민주발전 및 국민화합에 이바지함을 목적으로 하는 법인 《제주4·3사건 진상규명 및 희생자 명예회복에 관한 특별법》이 통과되었다.
- 2000년 1월 12일 《제주4·3사건 진상규명 및 희생자 명예회복에 관한 특별법》(약칭 '4·3사건법') 제정 공포되면서 정부 차원의 진상조사가 착수되었다.
- 2003년 4월 3일 제주 4.3 사건으로 인한 민간인학살과 제주도민의 처절한 삶을 기억하고 추념하며, 화해와 상생의 미래를 열어가기 위해 '제주4·3평화공원'이 세워졌다.
- 2003년 8월 28일 '4·3사건법'에 따라 제주4·3사건진상규명및희생자명예회복위원회가 설치되어 정부차원의 진상조사를 실시하였다.
- 2003년 10월 15일 4·3위원회가 작성한 《제주4·3사건 진상조사보고서》가 노무현 정부에 의해 채택되었다.[27]
- 2003년 10월 31일 노무현 대통령은 제주4·3사건 위원회의 의견에 따라 대한민국을 대표하여 '국가권력에 의해 대규모 희생'이 이뤄졌음을 인정하고 제주도민에게 공식 사과를 하였다.
- 2014년 1월 17일 박근혜 정부는 국무회의(의장 박근혜)를 통해 4월 3일을 제주 4.3 사건 희생자 추념일로 입법 예고 했다.[43]
- 2018년 4월 한국기독교교회협의회 정의평화위원회와 인권센터가 서울 광화문광장에서 ‘제주 4·3 역사 정의와 화해를 위한 기도회’를 열고 제주 4.3 유족들과 국민에게 기독교인이 학살에 동참했던 과거를 사죄했다.
- 2019년 1월 17일 법원이 제주 4·3 사건 생존 수형인에 대해 공소기각 판결을 내리며 70년만에 사실상 무죄를 인정했다.[44]

## 논란

### 계엄령 적법성 논란
1948년 11월 17일 발효된 계엄령이 적법한 지에 대한 논란이 있다. 위법하다고 보는 측에서는 계엄법이 제정되기 전에 계엄령을 발효한 것은 법률에 의해 정하는 바에 의해 계엄을 선포하도록 되어있는 제헌 헌법에 어긋난 것이라고 주장하고, 이를 적법하다고 보는 측에서는 일제 강점기 당시의 계엄법이 효력을 가지고 있었기 때문에 적법하다고 주장한다. 이 부분은 사건이 1948년 8월 15일 이전부터 대한민국 정부 수립 이후까지 지속된 것이기 때문에 관점에 따라 달라질 수 있다.

### 폭동 논란
- 2000년 1월 12일 공포된 《제주4ㆍ3사건 진상규명 및 희생자 명예회복에 관한 특별법》은 제주 4.3 사건을 "1947년 3월 1일을 기점으로 1948년 4월 3일 발생한 소요사태 및 1954년 9월 21일까지 제주도에서 발생한 무력충돌과 진압과정에서 주민들이 희생당한 사건"이라고 정의하였다.[2]
- 월간조선은 2000년 2월호에서 4·3사건을 '공산당의 폭동'이라고 주장한 일본 산케이 신문의 글을 인용했다가 4·3사건 유족회에게 소송을 당해 1,2심에서 패소했으나 최종심에서 무죄를 선고받았다.
- 재향군인회를 비롯한 일부 우익 단체들은 제주 4·3 사건을 '남로당계열의 좌익세력들이 주도하여 인민군이 주민들을 선동해 일으킨 폭동'이라고 주장하며 1999년 4·3 특별법에 서명하고, 제주도 방문 당시 제주도민들에게 사과한 당시 노무현 대통령에 대해 사과해야 할 당사자는 한반도에 공산체제를 만들고자 했던 공산주의자들인 남로당과 이들을 흡수 합병한 북한을 통치하는 조선노동당이라고 주장한다.
- 나라정책연구원 김광동 원장은 제주 4.3 사건의 본질적 성격은 '체제 전복'이었음에도 이를 진압한 우리 정부의 잘못을 비판하는 연구에 치우쳐 있었다며 "1948년 대한민국을 건국하는 시기를 전후하여 공산주의 체제를 지향하는 세력들이 자유민주주의적 체제에 기반한 국가를 건설하고자 하는 세력을 대상으로 벌인 무장 투쟁이자 반란"이라고 주장했다.[46]
- 2008년 장로교(통합) 목사 이종윤은 그가 목회하는 서울교회(강남구 대치동 소재) 예배시간에 "4·3 사건은 공산당 프락치 등 좌익 세력들이 5·10 선거를 방해하기 위해 벌인 것"이라고 발언했다. 이 발언은 케이블방송 CTS를 통해 방송되기도 했다.[47]
- 2010년 11월 20일 이영조 진실·화해를위한과거사정리위원회 위원장은 제주 4.3 사건에 대해 'communist-led rebellion'(공산주의자가 주도한 모반폭동)이라 주장했다.[48][49]
- 2014년 6월 10일 총리로 내정된 문창극 총리 후보자는 2012년 교회 강연에선 ‘제주 4.3사건’을 폭동이라 규정하며 “제주도 4.3 폭동사태라는 게 있어서, 공산주의자들이 거기서(제주도) 반란을 일으켰다”라고 말해서 논란을 일으켰다.

### 추념일 날짜 논란
- 2000년 1월 제정된 《제주4ㆍ3사건 진상규명 및 희생자 명예회복에 관한 특별법》은 제주 4.3 사건을 "1947년 3월 1일을 기점으로 '1948년 4월 3일 발생한 소요사태' 및 1954년 9월 21일까지 제주도에서 발생한 무력충돌과 진압과정에서 주민들이 희생당한 사건"이라고 정의하였다.[2]
- 2014년 1월 17일 박근혜 정부는 국무회의(의장 박근혜)를 통해 4월 3일을 제주 4.3 사건 희생자 추념일로 입법 예고 했다.[43]
- 2018년 4월 3일 홍준표는 "4월 3일은 1948년 4월 3일 남로당 제주도당위원장인 김달삼이 350명의 무장 폭도를 이끌고 새벽 2시에 제주경찰서 12곳을 습격했던 날"이라면서 "이날을 제주 양민이 무고하게 희생된 날로 잡아 추념한다는 것은 오히려 좌익 폭동과 상관없는 제주 양민들을 모욕하는 것"이라며 "김대중 전 대통령도 1998년 미국 CNN 방송과 인터뷰할 때 제주 4.3은 공산폭동이라고 말한 바가 있다"고 강조했다.[50]

## 참고자료

### 제주 4.3 사건의 원인에 관한 미군정 보고서
1948년 7월 1일 미군 제6사단 로스웰 H. 브라운 대령은 주한미군사령관에게 "제주도 활동, 1948년 5월 22일부터 6월 30일까지"라는 제목의 보고서를 제출하였다. 그 요지는 아래와 같다.
미군 제6사단 브라운 대령이 1948년 5월 22일부터 6월 30일까지 제주도민 5,000명을 대상으로 조사한 결과 공산진영의 남로당이 1946년부터 제주도에서 공작을 시작했음을 밝혀냈다.
남로당은 1947년 초부터 서서히 공작을 개시했는데, 1948년 남한만의 단독 총선거 실시가 확실해지자 활동을 강화하고 특수 공작원을 본토에서 제주도로 파견했다. 이들은 처음에 공산당 침투 전술에 중점을 둔 훈련을 집중적으로 받았다.
1948년 5.10 총선거가 시작되기 전에 섬 전체에 걸쳐 모든 마을과 읍면에 공산주의 세포가 조직되었다. 각 세포조직은 한 명의 지도자와 선전원, 보급책 등으로 구성되었다. 규모가 큰 읍면에는 현 정부(미군정)가 무너지면 민간 정부 역할을 수행하게 될 인원까지 있었다. 세포조직 외에도 조선인민유격대 예하 '제주도인민유격대' 또는 '제주도인민군'이 조직되었다. 이는 두 개의 연대와 보충대대로 이루어져 있었다. 인사장교가 임명되었고, 인원 모집이 활발하게 이루어졌다. 폭동이 절정이었을 때, 제주도인민군 규모는 대략 4,000명의 장교와 사병을 갖춘 것으로 추산되었다. 무장병력 중 10퍼센트 미만이 소총으로, 나머지는 일본도와 지역에서 만든 창으로 무장했다.
남로당을 조직하기 위해 본토에서 보낸 훈련받은 선동가 및 조직가는 6명에 불과했으나, 곧바로 500~700 명의 동조자가 합류했다. 제주도민 60,000~70,000명이 남로당에 가입한 것으로 추산된다. 그들 대부분은 무지하고 못 배운 농민과 어민들로, 전쟁과 전후 생활고에 시달리고 있었기 때문에, 경제 상황을 해결해주겠다는 남로당의 제안에 쉽게 넘어갔다.
브라운 대령은 공산주의자들의 조직 활동이 성공한 이유에 대해 "제주도 경찰부대, 특히 경찰 정보부대가 효과적으로 조직되지 못했다"는 사실을 지적했다. 그는 선거 기간에 폭동이 성공한 것은, 제59 군정중대 민사참모장이 제주도 경찰을 통제하기 위해 신속하고 결정적인 조치를 취하지 못했고, 경찰보충대가 섬에 도착한 후 효율적으로 배치되지 못했다는 것을 이유로 지적했다. 그는 경찰보충대가 과도한 잔혹행위와 테러를 저질렀다는 것을 알았다.

### 제주 4.3 사건 초기의 미군정 보고서
주한미군사 3권(History of the United States Army Forces in Korea, Part Ⅲ)에는 제주 4.3 사건 초기의 미군정 보고서가 게재되어 있는데, 그 요지는 아래와 같다.
1948년 2월 제주도에서 발생한 각각의 소요들은 배후에 주도세력이 있었으며, 이는 5월 총선거를 방해하려는 목적이었다.
1948년 4월 3일 처음 소요가 시작된 후 기존 정부에 대해 지속적으로 공격이 이루어졌다. 첫째 주엔 경찰 4명이 죽었고, 경찰 초소 10군데가 공격 받았으며, 경찰 시설 1군데가 방화로 인해 파괴되었다. 4월이 끝나기도 전에 20차례 이상 공격이 있었었으며, 경찰관 8명이 죽었고, 심지어 경찰 가족들도 공산주의자들에 의해 살해 당했다. 마을 전체가 공산세력에 의해 몰살당하거나, 죽은 시체를 매달거나, 창으로 여자와 어린아이를 찌른다는 이야기들이 들려왔고, 납치된 경찰은 목을 매달리거나 참수 당하였다. 같은 기간 경찰은 유격대(무장대) 25명을 사살했다.
제주도 산악지대는 마을에 대한 공격을 개시하기 위한 은신처와 기지를 제공했다. 무장대는 필요할 때 마을에서 차출하고, 임무를 마치면 마을로 되돌려 보냈다. 경무부 공안국장 김정호는 폭도들에 대해 "낮에는 농민이고 밤에는 전사"라고 표현했다. 이 무렵 폭도들의 장비는 경찰에게서 뺏거나 경비대 탈영병으로부터 획득한 미제 카빈 12정, 미제 M1 소총 25정, 상당한 수의 일제 칼, 소총 99자루, 일본식 수류탄, 일본식 기관총, 다양한 종류의 폭약, 곡괭이, 삽, 죽창 등이었다.
1948년 5.10 선거가 성공적으로 진행되고 6월 장마도 시작되자 공산주의자들이 주도하는 폭력은 일단 잦아들었다.
1948년 8월 말 유격대의 공격이 재개되었다는 첫 보고가 나왔다. 경찰 2명이 죽고 5명이 부상을 입었다.
1948년 9월 중순 15명의 사람들이 시위대에 의해 사살되었고, 경찰초소 1군데가 총격을 받았다. 이 두 사례를 통해 마을 주민들에 대한 유격대의 명령이 여전히 유효하다는 것을 알 수 있으며, 마을 주민들이 옛 명성을 되찾으려는 좌파들에 의해 선동 당했음을 알 수 있다.
1948년 10월 1일 유격대는 경찰 7명을 죽이고 다수의 경찰들을 부상 입혔으며, 경찰 2명을 납치하였다. 경찰 초소 1군데는 전소되었다.
1948년 10월 6일 경찰과 유격대 사이에 충돌이 발생하였다.

## 대중 문화에서의 제주 4·3 사건
- 《순이 삼촌》-(1978년 소설)
- 《잠들지 않는 남도》(1989년 노래)
- 《여명의 눈동자》(1991년 드라마)
- 《이제는 말할 수 있다- 제주4.3》(1999년 다큐멘터리)
- 《야인시대》(2003년 드라마)
- 《백년여관》(2004년 소설)
- 《지슬 - 끝나지 않은 세월2》(2013년 영화, 감독:오멸)
- 《비념》(2013년 영화, 감독:임흥순)
- 《제주 4·3을 묻는 너에게》(2014년 수필)
- 《4월의 춤》(2015년 노래, 루시드폴)
- 《송아지》 (애니메이션)
- 《작별하지 않는다》(2021년 소설) - 2024년 노벨문학상 수상자 한강 작가의 작품

## 같이 보기
| - 제주 3·1절 발포사건 - 대구 10·1 사태 - 여수·순천 사건 - 2·28 사건 - 비슷한 시점에 타이완에서 발생한 유사한 사건 - 서북청년단 - 대한청년단 - 민족청년단 - 반공주의 - 남로당 - 박헌영 - 김달삼 - 이덕구 - 이현상 - 송호성 | - 미군정 - 김익렬 - 신성모 - 안재홍 - 이범석 - 이승만 - 장택상 - 조병옥 - 채병덕 - 김일성 - 김구 - 김규식 - 박진경 - 문상길 | - 공산주의 - 전조선 제정당 사회단체 연석회의 - 5.10 단독 총선거 - UN한국위원회 - 윌리엄 F. 딘 - 최천 - 한국 전쟁 - 잠들지 않는 남도 - 서귀포 서귀동 먼나무 - 4.3과 관련된 나무. - 제주 4·3 평화공원 |

## 참고 문헌
- 제주4.3사건 진상조사 보고서 보관됨 2021-11-17 - 웨이백 머신 제주4.3사건 진상규명 및 희생자 명예회복 위원회
- 문제안 등저 (2005년 8월 5일). 《8·15의 기억: 해방공간의 풍경, 40인의 역사체험》. 서울: 한길사. ISBN 978-89-356-5556-4.
- 서중석, 역사문제연구소 계획. (2005년 4월 8일). 《사진과 그림으로 보는 한국 현대사》. 서울: 웅진지식하우스. ISBN 978-89-01-04959-5.